# 冬樹忍
冬樹 忍（ふゆき しのぶ、男性）は、日本の小説家（ライトノベル作家）。
2005年に「本当に危険な、夢と冒険の物語。」（未刊行）で第2回MF文庫Jライトノベル新人賞（メディアファクトリー主催）一次選考通過。2006年度の第1回ノベルジャパン大賞（ホビージャパン主催）において「生物は、何故死なない?」で大賞を受賞し、2007年7月に同作を改題した「たま◇なま」（HJ文庫）でデビュー。
2016年、執筆活動を終了した。

## 作品
- たま◇なま（HJ文庫、全7巻、2007年 - 2009年）
- おれと天使の世界創生（HJ文庫、全3巻、2010年）
- 二次元の砦を守るには不本意ながら彼女が必要らしい（HJ文庫、2011年）